# Amor i bales
Amor i bales (títol original: Love and Bullets) és una pel·lícula britànica dirigida per Stuart Rosenberg i estrenada el 1979. Ha estat doblada al català.

## Argument
Un tinent de policia destinat al departament d'investigacions criminals, Charlie Congers, investiga sobre la mort de la promesa d'un agent de policia a conseqüència d'una sobredosi.

## Repartiment
- Charles Bronson: Charlie Congers
- Jill Ireland: Jackie Pruit
- Rod Steiger: Joe Bomposa
- Henry Silva: Vittorio Farroni
- Strother Martin: Louis Monk
- Bradford Dillman: Brickman
- Michael V. Gazzo: Lobo
- Paul Koslo: Huntz
- Val Avery: Caruso
- Sam Chew Jr.: Cook (com a Sam Chew)
- Billy Gray: Durant (com a William Gray)
- Jerome Thor: Senador
- Joseph Roman: Coronel
- Albert Salmi: Andy
- John Hallam: Cerutti